# Pulau Tanahbala
Pulau Tanahbala är en ö i Indonesien.   Den ligger i provinsen Sumatera Utara, i den västra delen av landet, 1 100 km nordväst om huvudstaden Jakarta. Arean är 451 kvadratkilometer.
Terrängen på Pulau Tanahbala är lite kuperad. Öns högsta punkt är 266 meter över havet. Den sträcker sig 39,7 kilometer i nord-sydlig riktning, och 26,1 kilometer i öst-västlig riktning.